# نهائي كأس العالم للسيدات 2019
نهائي كأس العالم للسيدات 2019 هو مباراة كرة قدم دولية أقيمت لتحديد الفائز ببطولة كأس العالم للسيدات 2019. كان هذا النهائي هو الثامن في تاريخ البطولة، التي تُقام كل أربع سنوات وتتنافس فيها المنتخبات الوطنية النسائية للاتحادات الأعضاء في الاتحاد الدولي لكرة القدم (فيفا). أُقيمت المباراة في 7 يوليو 2019 على ملعب بارك أولمبيك ليون في ديسين-شاربيو، وهي ضاحية تقع في ليون، فرنسا.
شهد النهائي تنافس حامل اللقب المنتخب الأمريكي مع المنتخب الهولندي الذي وصل إلى النهائي لأول مرة بتاريخه. فازت الولايات المتحدة بنتيجة 2–0، لتحرز لقبها الثاني على التوالي والرابع في تاريخها في كأس العالم للسيدات، حيث سُجّل الهدفين في الشوط الثاني عن طريق القائدة المشاركة ميغان رابينو (من ركلة جزاء) وروز لافيل. أصبحت الولايات المتحدة بهذا الفوز ثاني منتخب يحقق لقبين متتاليين بعد ألمانيا. كما أصبحت مدربة الفريق، جيل إليس، أول مدربة تفوز بلقبين في كأس العالم للسيدات، وأول مدرب يحقق هذا الإنجاز منذ فيتوريو بوتسو مع منتخب إيطاليا للرجال في كأسي العالم 1934 و1938.
كلا المنتخبين المتأهلين للنهائي كانا بطلَيْ اتحاداتهما القارية، حيث فازت الولايات المتحدة ببطولة الكونكاكاف للسيدات 2018، وهولندا ببطولة أمم أوروبا للسيدات 2017.

## الملعب

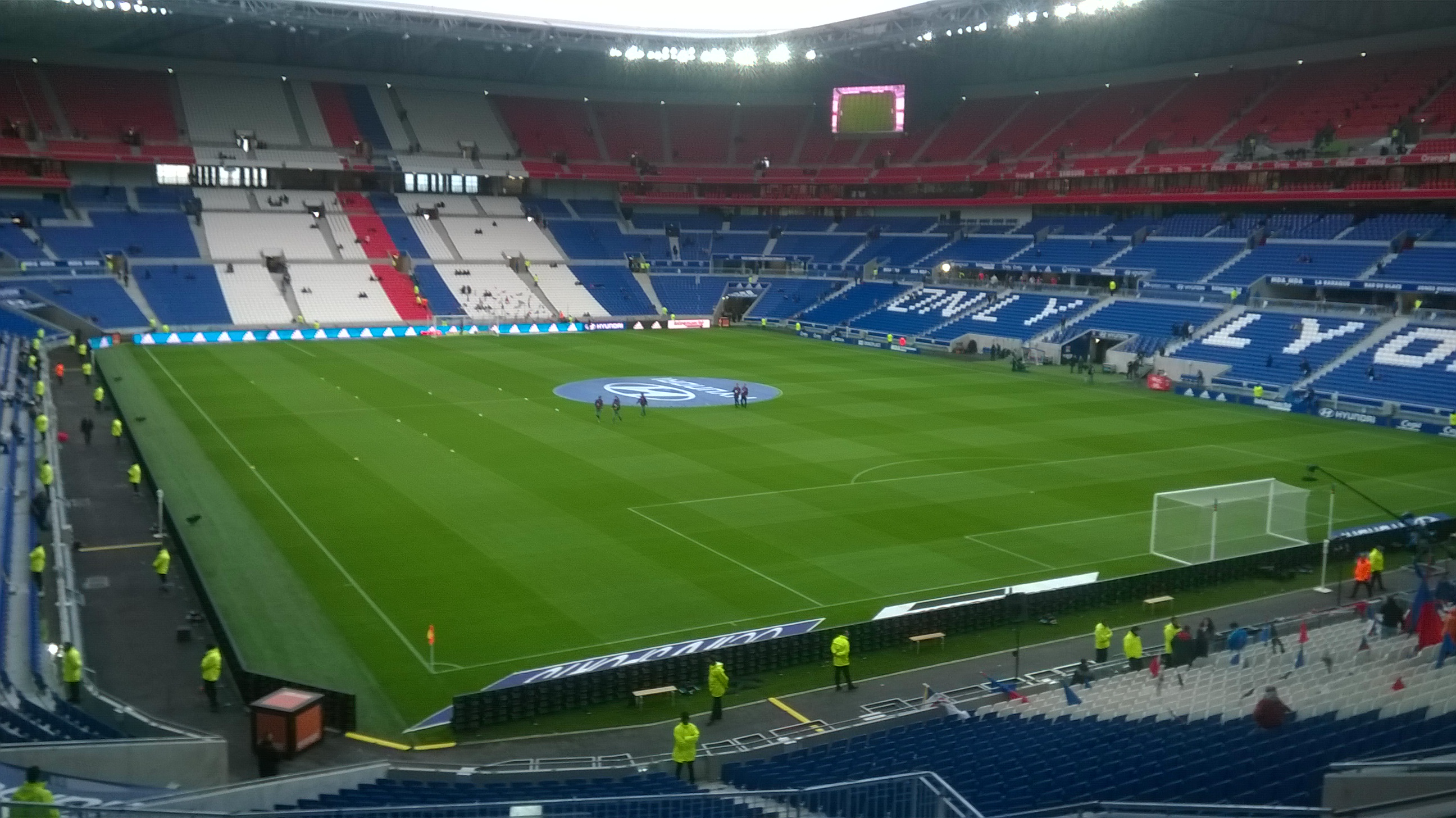
استضاف بارك أولمبيك ليون في ديسين-شاربيو المباراة النهائية.

أُقيم النهائي في ملعب بارك أولمبيك ليون في ديسين-شاربيو، إحدى ضواحي مدينة ليون. أشار الاتحاد الدولي لكرة القدم (فيفا) إلى الملعب باسم "ستاد دو ليون" خلال البطولة. يتسع الملعب لـ57,900 متفرج، وقد استضاف مباراتي نصف النهائي أيضًا. أُعلن عن الملعب كمستضيف للمباراة النهائية عندما تم تأكيد استضافة فرنسا للبطولة في 19 مارس 2015، وأُكّد رسميًا في سبتمبر 2017 على استضافته لنصف النهائي والنهائي. يُعد الملعب المقر الرئيسي لنادي ليون المنافس في الدوري الفرنسي الممتاز، وقد افتُتح في يناير 2016 ليحل محل الملعب السابق، ستاد دو جيرلان. كما استضاف الملعب عدة مباريات في دوري أبطال أوروبا للسيدات لنادي ليون، الذي يعد الفريق النسوي الأكثر نجاحًا في التاريخ الأوروبي.
وافق المجلس الحكومي ومجتمع ديسين على مشروع الملعب الجديد في عام 2008. بدأت أعمال البناء في منتصف عام 2013 وانتهت في أواخر عام 2015 بتكلفة إجمالية بلغت 450 مليون يورو. أُختير الملعب كأحد ملاعب بطولة أمم أوروبا 2016، حيث استضاف ست مباريات. كما استضاف نهائي كأس الرابطة الفرنسية 2017 ونهائي الدوري الأوروبي 2018. استضاف بارك أولمبيك ليون خارج إطار كرة القدم العديد من العروض الموسيقية، بالإضافة إلى مباريات في هوكي الجليد واتحاد الرغبي، بما في ذلك نهائيات كأس أبطال الرغبي وكأس التحدي الأوروبي لعام 2016. كما استضاف الملعب لاحقاً مباريات في كأس العالم للرغبي 2023 وبطولتي كرة القدم للرجال والسيدات في الألعاب الأولمبية الصيفية 2024.

## الخلفية

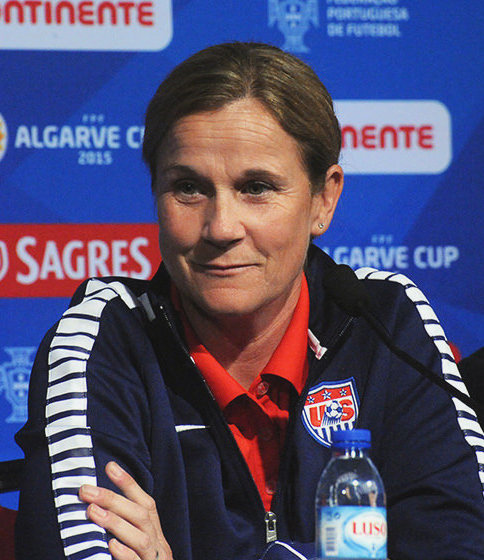
كانت مدربة المنتخب الأمريكي جيل إليس تتنافس على أن تصبح أول مدربة تفوز بلقبين في كأس العالم للسيدات.

شهد النهائي مشاركة فريق أوروبي للمرة الأولى منذ عام 2007، وللمرة الخامسة بشكل عام (إلى جانب أعوام 1991 و1995 و2003)، حيث احتلت القارة الأوروبية سبعة من المراكز الثمانية في ربع النهائي. كانت النهائيات السابقة في العامين الماضيين بين اليابان والولايات المتحدة. وكان هذا النهائي الأول منذ عام 1991 الذي يجمع بين فريق من أمريكا الشمالية وفريق أوروبي. كما كان النهائي الأول في تاريخ كأس العالم للسيدات أو الرجال الذي يضم حامل اللقب ضد بطل أوروبا الحالي.
كان هذا النهائي الخامس للولايات المتحدة في كأس العالم للسيدات، وهو رقم قياسي، حيث كانت الولايات المتحدة حاملة اللقب وأكثر الفرق تتويجًا بالبطولة بثلاثة ألقاب. فازت الولايات المتحدة في النهائي الافتتاحي عام 1991 ضد النرويج، ثم حصدت لقبها الثاني عام 1999 كمضيفة عبر الفوز بركلات الترجيح ضد الصين. وصلت إلى النهائي مرة أخرى عام 2011، لكنها خسرت بركلات الترجيح أمام اليابان، قبل أن تحرز لقبها الثالث في مباراة الإعادة ضد اليابان عام 2015. لم تخرج الولايات المتحدة أبدًا خارج المراكز الثلاثة الأولى في النسخ السبع السابقة للبطولة. كما شهدت المباراة الظهور الثالث على التوالي للولايات المتحدة في النهائي، مسجلة رقمًا قياسيًا في البطولة.
أصبحت جيل إليس ثالث مدربة تصل إلى نهائيين في كأس العالم للسيدات، بعد إيفن بيليرود مع النرويج (1991 و1995) ونوريو ساساكي مع اليابان (2011 و2015)، حيث حقق كل منهما فوزًا واحدًا وخسارة واحدة في النهائي. كانت المباراة النهائية الثانية التي يقود فيها فريقان مدربتان إناث مع نظيرتها سارينا فيجمان، بعد مباراة 2003 بين تينا ثيون من ألمانيا وماريكا دومانسكي-ليفورس من السويد.
كان هذا النهائي الأول للمنتخب الهولندي في كأس العالم للسيدات، في مشاركته الثانية بالبطولة. كانت هولندا رابع دولة أوروبية (بعد ألمانيا والنرويج والسويد) وثامن دولة بشكل عام تصل إلى نهائي كأس العالم للسيدات، وأول فريق جديد يصل إلى النهائي منذ اليابان في 2011. خرجت هولندا في مشاركتها الوحيدة السابقة عام 2015 من دور الـ16 على يد حامل اللقب ووصيف البطولة آنذاك، اليابان.
كانت المباراة اللقاء الثامن بين الولايات المتحدة وهولندا، وأول مباراة تنافسية بينهما، حيث كانت جميع المباريات السابقة ودية. التقى الفريقان لأول مرة عام 1991، حيث فازت هولندا 4-3، لكن الولايات المتحدة فازت في جميع المباريات الست التالية، وكان آخرها فوز 3-1 في سبتمبر 2016.

## الطريق إلى النهائي
| م | الفريق           | لعب | ف | ت | خ | أ.له | أ.ع | أ.ف | نقاط | التأهل                      |
| - | ---------------- | --- | - | - | - | ---- | --- | --- | ---- | --------------------------- |
| 1 | الولايات المتحدة | 3   | 3 | 0 | 0 | 18   | 0   | +18 | 9    | تقدم إلى مرحلة خروج المغلوب |
| 2 | السويد           | 3   | 2 | 0 | 1 | 7    | 3   | +4  | 6    | تقدم إلى مرحلة خروج المغلوب |
| 3 | تشيلي            | 3   | 1 | 0 | 2 | 2    | 5   | −3  | 3    |                             |
| 4 | تايلاند          | 3   | 0 | 0 | 3 | 1    | 20  | −19 | 0    |                             |

| م | الفريق    | لعب | ف | ت | خ | أ.له | أ.ع | أ.ف | نقاط | التأهل                      |
| - | --------- | --- | - | - | - | ---- | --- | --- | ---- | --------------------------- |
| 1 | هولندا    | 3   | 3 | 0 | 0 | 6    | 2   | +4  | 9    | تقدم إلى مرحلة خروج المغلوب |
| 2 | كندا      | 3   | 2 | 0 | 1 | 4    | 2   | +2  | 6    | تقدم إلى مرحلة خروج المغلوب |
| 3 | الكاميرون | 3   | 1 | 0 | 2 | 3    | 5   | −2  | 3    | تقدم إلى مرحلة خروج المغلوب |
| 4 | نيوزيلندا | 3   | 0 | 0 | 3 | 1    | 5   | −4  | 0    |                             |

### الولايات المتحدة

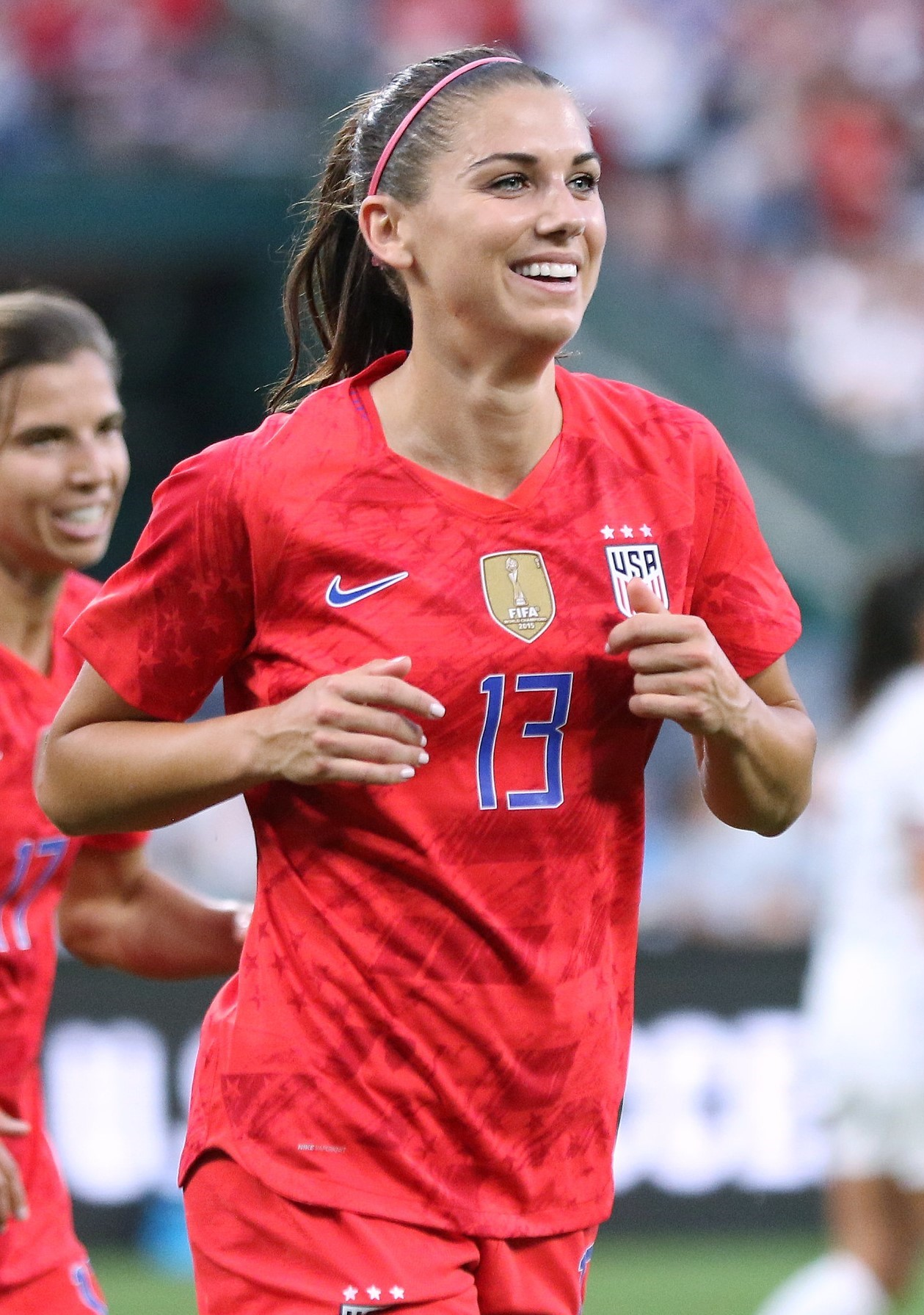
سجلت أليكس مورغان ستة أهداف لصالح الولايات المتحدة، بما في ذلك خمسة أهداف في مباراتهم الافتتاحية

يُعد منتخب الولايات المتحدة الأكثر نجاحًا في كرة القدم النسائية، حيث فاز بثلاثة ألقاب في كأس العالم للسيدات في أربع نهائيات سابقة، بالإضافة إلى أربع ميداليات ذهبية أولمبية. لم يسبق للفريق أن احتل مركزًا أقل من الثالث في جميع النسخ الثماني لكأس العالم. تولت جيل إليس منصب المدربة المؤقتة للفريق في عام 2014، بعد إقالة توم سيرماني بين البطولات الكبرى، وقادت الفريق للتأهل إلى كأس العالم 2015 باستخدام نواة من اللاعبات الموروثة من دورات سابقة. وصلت الولايات المتحدة إلى نهائيها الثاني على التوالي في 2015، في إعادة لنهائي 2011 الذي خسرته أمام اليابان. فازت الأمريكيات 5-2، بفضل ثلاثية في الشوط الأول سجلتها كارلي لويد، لتحرز لقبها الثالث في كأس العالم للسيدات، وهو الأول منذ 1999. عدلت إليس التشكيلة المعتادة للفريق بعد الخروج المبكر من ربع نهائي أولمبياد 2016، واعتمدت خطة 4-3-3 مع التركيز على اللعب السريع بقيادة لاعبات جدد. تأهلت الولايات المتحدة إلى كأس العالم للسيدات 2019 بفوزها ببطولة كونكاكاف للسيدات 2018، متفوقة على منافسيها بنتيجة إجمالية 26-0، وهزمت كندا في النهائي.
دخل المنتخب الأمريكي البطولة وهو في صدارة تصنيف الفيفا العالمي، وتم وضعه في المجموعة السادسة. بدأ الفريق دفاعه عن اللقب بفوز ساحق 13-0 على تايلاند، مسجلاً رقمًا قياسيًا جديدًا لأكبر هامش فوز وأكبر عدد من الأهداف في مباراة واحدة بالبطولة. سجلت أليكس مورغان خمسة أهداف، معادلة الرقم القياسي لمباراة واحدة الذي سجلته مواطنتها ميتشيل آكرس في عام 1991، بينما سجل أربع من زميلاتها أهدافهن الأولى في كأس العالم في أول ظهور لهن. تعرض المنتخب الأمريكي لاحقًا لانتقادات بسبب احتفالاتهن بالأهداف المتأخرة في المباراة، حيث اعتبرها بعض المعلقين الإعلاميين ولاعبين سابقين بإنها "غير محترمة"، لكن الاحتفالات دافع عنها معلقون إعلاميون آخرون ولاعبات الفريق وأعضاء من الجهاز الفني التايلاندي. ثم أشركت إليس تشكيلة من اللاعبات الاحتياطيات في فوز 3-0 على تشيلي، التي تُشارك لأول مرة، حيث سجلت كارلي لويد هدفين وأهدرت ركلة جزاء. أنهت الولايات المتحدة دور المجموعات بفوز بنتيجة 2-0 على السويد، متأهلة بثلاثة انتصارات بشباك نظيفة، متفوقة على منافسيها بنتيجة 18-0، وهو رقم قياسي في مرحلة المجموعات بكأس العالم للسيدات.
واجهت الولايات المتحدة في دور الـ16 وصيف المجموعة الثانية إسبانيا، التي تسببت في ركلة جزاء مبكرة في الدقيقة السابعة، نفذتها القائدة ميغان رابينو بنجاح. عادلت المهاجمة الإسبانية جنيفر هيرموسو النتيجة بعد ثلاث دقائق، مستغلة خطأ دفاعي بالقرب من منطقة الجزاء، وسجلت من مسافة بعيدة لتوقف سلسلة الشباك النظيفة لحارسة المرمى أليسا نايير. حصلت الولايات المتحدة على ركلة جزاء ثانية بعد عرقلة روز لافيل في منطقة الجزاء، وفازت بالمباراة 2-1 بتسديدة ناجحة أخرى من رابينو في الدقيقة 75 بتعليمات من إليس، بعد أن بدا أن مورغان ستتولى الركلة في البداية. ثم واجهت الأمريكيات في ربع النهائي المضيف فرنسا، بطل المجموعة الأولى وأحد المرشحين للفوز بالبطولة. كانت هذه المرة الأولى التي تواجه فيها الولايات المتحدة مضيف البطولة في كأس العالم للسيدات. افتتحت رابينو التسجيل في الدقيقة الخامسة بركلة حرة منخفضة اخترقت عدة لاعبات، وأضافت هدفًا ثانيًا في الدقيقة 65 بإنهاء تمريرة عرضية من توبين هيث داخل منطقة الجزاء. سجلت المدافعة الفرنسية ويندي رينار هدف تقليص الفارق في الدقيقة 81 من ركلة ركنية برأسها، لكن الولايات المتحدة صمدت لتفوز 2-1 وتُقصي المضيف.
واجهت الولايات المتحدة إنجلترا في نصف النهائي، لكنها افتقدت رابينو بسبب إصابة في أوتار الركبة منعتها من التواجد في التشكيلة الأساسية. سجلت البديلة كريستين بريس الهدف الافتتاحي في الدقيقة العاشرة برأسية داخل منطقة الجزاء، ثم سجلت المهاجمة الإنجليزية إيلين وايت هدف التعادل في الدقيقة 19 بتسديدة من داخل منطقة الجزاء. استعادت أليكس مورغان التقدم للولايات المتحدة في الدقيقة 31، لتصبح أول لاعبة في تاريخ كأس العالم للسيدات تسجل في يوم ميلادها، حيث أنهت تمريرة عرضية من ليندسي هوران برأسية، واحتفلت بإشارة شرب الشاي المثيرة للجدل. سجلت وايت هدف تعادل ثانٍ في الدقيقة 67، لكن تم إلغاؤه بداعي التسلل بقرار من حكم الفيديو المساعد (VAR). قرر حكم الفيديو أن وايت تعرضت لعرقلة في منطقة الجزاء من المدافعة بيكي ساوربرون في الدقيقة 82، وتم منح إنجلترا ركلة جزاء. نفذت القائدة ستيف هوتون الركلة، لكن الحارسة أليسا نايير تصدت لها، وهو أول تصدٍ لحارسة مرمى أمريكية لركلة جزاء في كأس العالم للسيدات باستثناء ركلات الترجيح، لتضمن فوز الولايات المتحدة 2-1. وصلت الولايات المتحدة إلى نهائي كأس العالم للسيدات الثالث على التوالي بفوزها في جميع مبارياتها الست دون تخلف في النتيجة. سجل فوزها في نصف النهائي رقمًا قياسيًا جديدًا لأطول سلسلة انتصارات في البطولة بأحد عشر فوزًا منذ 2015، بالإضافة إلى رقم قياسي بست عشرة مباراة دون هزيمة في كأس العالم. سجلت الولايات المتحدة 24 هدفًا في طريقها إلى النهائي، بما في ذلك هدف في أول اثنتي عشرة دقيقة من كل مباراة، واقتربت من الرقم القياسي لتسجيل 25 هدفًا في بطولة واحدة.

### هولندا

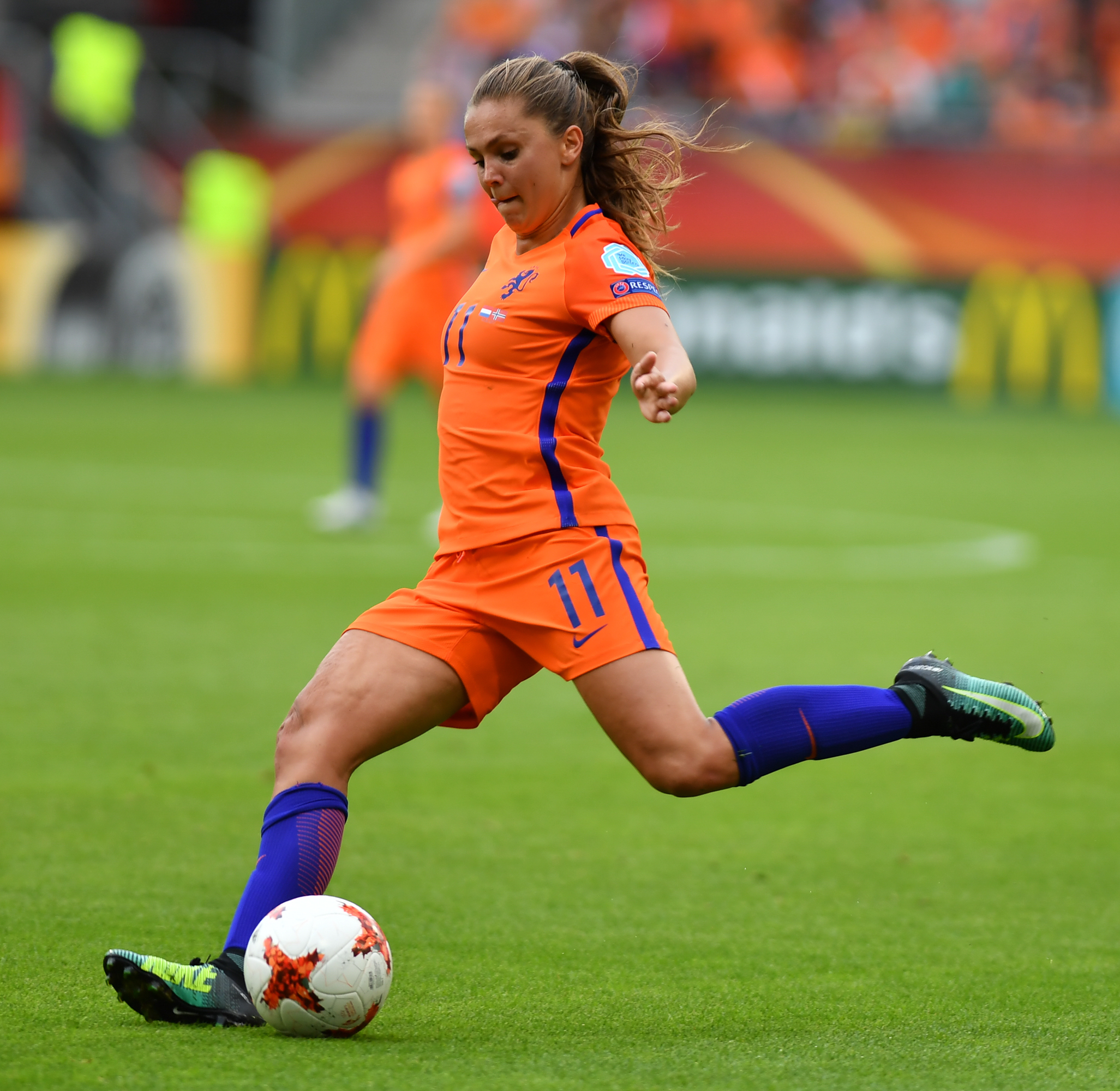
سجلت الجناح الهولندية ليكي مارتنس هدفين في فوز منتخب بلادها في دور الستة عشر

يُلقب منتخب هولندا بـ"الأورانج"، وقد تأهل لأول مرة إلى بطولة كبرى للسيدات في عام 2009، حيث وصل إلى نصف نهائي بطولة أمم أوروبا في أول مشاركة له، ثم تأهل إلى كأس العالم للسيدات لأول مرة في 2015. يُعزى التحسن السريع للفريق في المنافسات الدولية إلى إنشاء دوري احترافي للأندية في 2007 بدعم من الاتحاد الملكي الهولندي لكرة القدم، اندمج هذا الدوري لاحقًا ليشكل مسابقة مشتركة بين بلجيكا وهولندا في 2012، ثم انفصل مجددًا في 2015. احتلت هولندا في كأس العالم للسيدات 2015 المركز الثالث في مجموعتها بسجل (فوز، تعادل، خسارة) وتأهلت إلى دور الـ16، حيث خسرت 2-1 أمام اليابان، وصيفة البطولة لاحقًا. استضافت هولندا بطولة أمم أوروبا 2017 وفازت بها، محققة أول لقب دولي كبير لها بأسلوب هجومي سيطر على البطولة بقيادة المدربة المؤقتة سارينا فيجمان. حصلت هولندا على آخر مقعد أوروبي في كأس العالم للسيدات 2019 بعد احتلالها المركز الثاني في مجموعتها التصفوية خلف النرويج، وفازت في الملحق بتغلبها على الدنمارك في نصف النهائي على مباراتين، ثم سويسرا في النهائي.
وُضعت هولندا، المصنفة الثامنة في تصنيف الفيفا العالمي، في المجموعة الخامسة مع اثنين من منافسيها في مرحلة المجموعات عام 2015، كندا ونيوزيلندا، إلى جانب الكاميرون. انتهت مباراتها الافتتاحية ضد نيوزيلندا بدون أهداف حتى اللحظات الأخيرة، حيث سجلت البديلة جيل روورد هدف الفوز 1-0 برأسية في الوقت المحتسب بدل الضائع. ضمنت هولندا التأهل إلى الأدوار الإقصائية بفوزها 3-1 على الكاميرون في الجولة الثانية، حيث سجلت فيفيان ميديما هدفين لتصبح الهدافة التاريخية للمنتخب. أنهت هولندا دور المجموعات بثلاثة انتصارات وتصدرت المجموعة بعد فوزها 2-1 على كندا. أُلغيت ركلة جزاء مبكرة بقرار حكم الفيديو المساعد (VAR)، وسجلت المدافعة الهولندية أنوك ديكر الهدف الافتتاحي في الدقيقة 54. عادلت كريستين سنكلير النتيجة بعد ست دقائق، لكن هولندا استعادت التقدم في الدقيقة 75 بهدف من مسافة قريبة سجلته البديلة لينيث بيرنستين.
واجهت هولندا اليابان في دور الـ16 مجددًا، وتوقعت المدربة فيجمان نتيجة مختلفة عن النسخة السابقة. سجلت ليكي مارتنز في الدقيقة 17 بكعب خلفي من ركلة ركنية، لكن لاعبة الوسط اليابانية يوي هاسيجاوا عادلت النتيجة قبل نهاية الشوط الأول. شهد الشوط الثاني سيطرة يابانية بفرص أكثر، لكن حارسة المرمى الهولندية ساري فان فينيندال تصدت بشكل حاسم لتسديدة من يوكا موميكي في الدقيقة 80 لتحافظ على التعادل. حصلت هولندا على ركلة جزاء مثيرة للجدل في الوقت المحتسب بدل الضائع من الشوط الثاني بقرار حكم الفيديو، حيث إحتسب لمسة يد على القائدة اليابانية ساكي كوماجاي، وسجلتها مارتنز لتفوز هولندا 2-1. تغلبت هولندا على إيطاليا 2-0 في ربع النهائي، لتتأهل أيضًا إلى أولمبياد 2020، بفضل رأسيتين في الشوط الثاني سجلتهما ميديما في الدقيقة 70 وستيفاني فان دير جراخت بعد عشر دقائق. أُقيمت المباراة في حرارة بلغت 34 درجة مئوية (93 فهرنهايت)، مما استلزم عدة فواصل تبريد، أبطأت إيقاع اللعب.
وصلت هولندا إلى نهائي كأس العالم للسيدات الأول لها بفوزها 1-0 في الوقت الإضافي على السويد في نصف النهائي. انتهت المدة الأصلية بدون أهداف بفضل أداء المدافعات وحارسي المرمى، اللتا تصديا لعدة فرص لكسر التعادل. سجلت جاكي جروينن الهدف الوحيد في المباراة في الدقيقة 99، بتسديدة من مسافة 20 ياردة (18 مترًا) تغلبت على الحارسة هيدفيج ليندال، وكانت هذه أول تسديدة لها على المرمى في البطولة. أصبحت هولندا ثالث بطل أوروبي حالي يصل إلى النهائي، بعد ألمانيا في 2003 و2007، وأول من يواجه دولة غير أوروبية في النهائي. تمكنت هولندا أيضًا من الوصول إلى النهائي دون تخلف في النتيجة في انتصاراتها الستة، واستقبلت هدفًا واحدًا فقط في الأدوار الإقصائية، لكنها لم تتقدم في الشوط الأول في أي من مبارياتها.
جلب نجاح المنتخب الهولندي اهتمامًا وطنيًا ببرنامج كرة القدم النسائية، حيث سافر آلاف المشجعين إلى فرنسا لحضور المباريات، وسجلت نسبة مشاهدة تلفزيونية بلغت 5 ملايين مشاهد لمباراة نصف النهائي.

## قبل المباراة

### الجدولة
أثارت جدولة النهائي في 7 يوليو انتقادات بين مؤيدي كرة القدم النسائية، حيث أُقيمت نهائيات بطولتين قاريتين للرجال في نفس اليوم: كوبا أمريكا في ريو دي جانيرو وكأس الكونكاكاف الذهبية في شيكاغو. شملت الأخيرة منتخب الولايات المتحدة للرجال. ومع ذلك، كان قد أكد الفيفا تواريخ كأس العالم للسيدات في سبتمبر 2017، قبل إعلان تواريخ مسابقات كونميبول وكونكاكاف.
وصف الفيفا الجدولة بأنها "حدث نادر ومثير"، لكن القائدة المشاركة للمنتخب الأمريكي ميغان رابينو انتقدتها ووصفتها بأنها "سخيفة ومخيبة للآمال". قال رئيس كونكاكاف فيكتور مونتالياني إن جدولة نهائي الكأس الذهبية نتجت عن "خطأ كتابي"، ولم يتم ملاحظة التعارض إلا بعد فوات الأوان.

### كرة المباراة

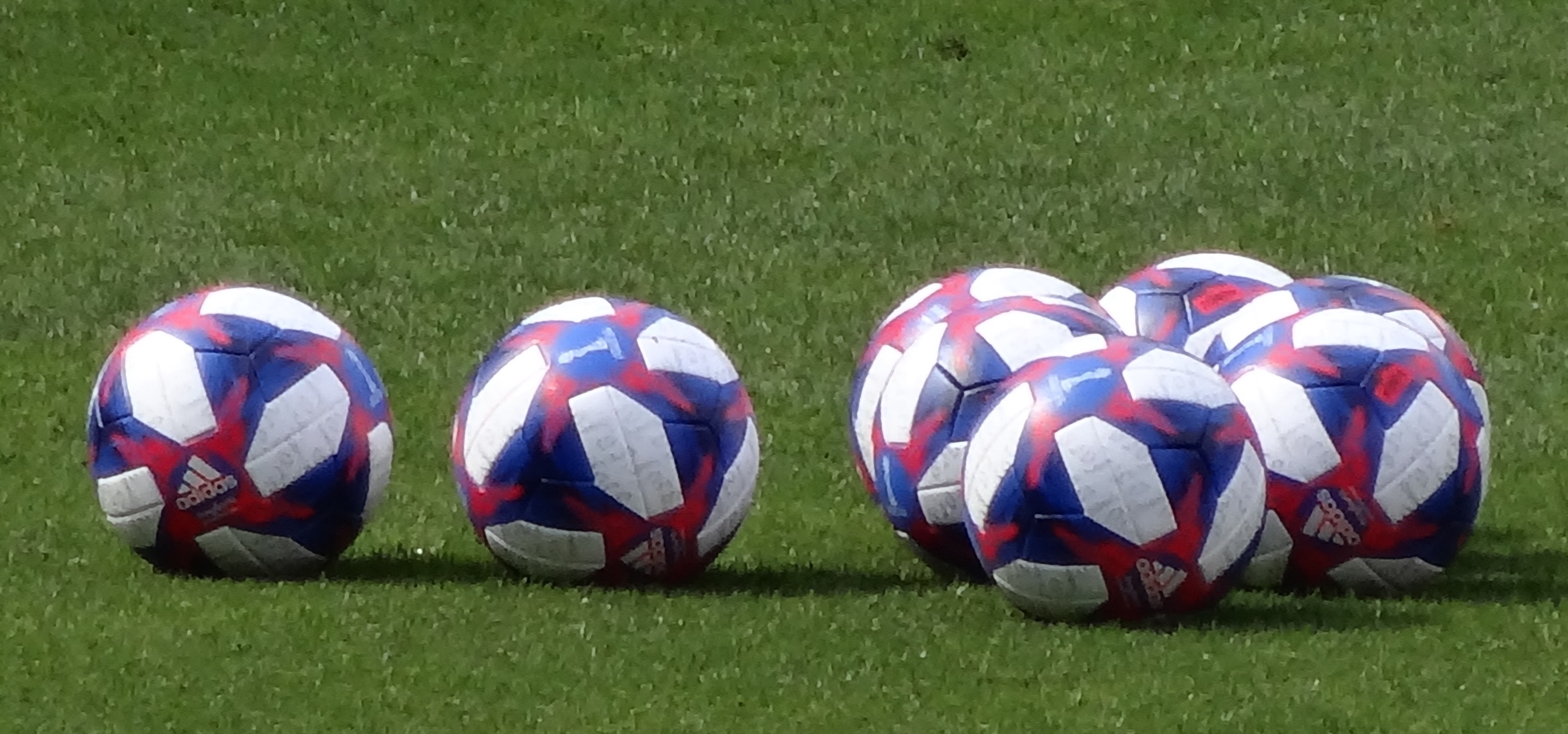
تريكولور 19، كرة المباراة النهائية.

### الحكام

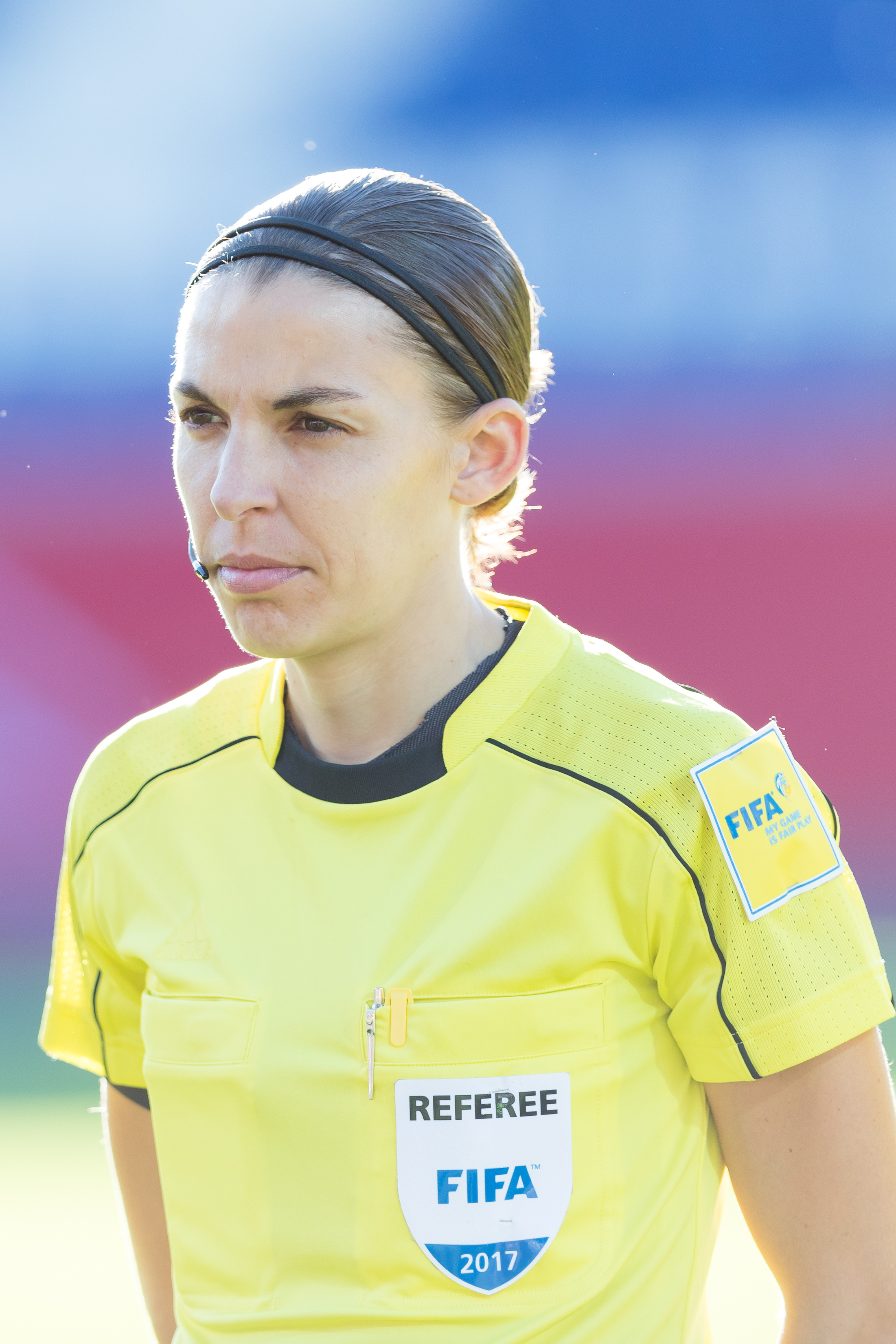
ستيفاني فرابارت حكمة المباراة النهائية.

عيّن الفيفا الحكمة الفرنسية ستيفاني فرابارت لإدارة النهائي في 5 يوليو 2019. كانت فرابارت حكمة معتمدة من الفيفا منذ 2009، وقادت مباريات في كأس العالم للسيدات 2015، أولمبياد 2016، وبطولة أمم أوروبا للسيدات 2017. أصبحت فرابارت أول امرأة تحكّم مباراة في الدوري الفرنسي الممتاز للرجال في أبريل 2019. كان النهائي المباراة الرابعة التي تديرها فرابارت في البطولة، بعد إدارتها مباراتين في دور المجموعات ومباراة في ربع النهائي. أُختيرت مواطنتها مانويلا نيكولوسي كإحدى الحكمتين المساعدتين، إلى جانب الحكمة الأيرلندية ميشيل أونيل. اختيرت كلاوديا أومبييريز من أوروغواي كحكمة رابعة، بينما كانت لوسيانا ماسكارانيا من أوروغواي الحكمة المساعدة الاحتياطية. عُيّن الإسباني كارلوس ديل سيرو غراندي كحكم فيديو مساعد، ليترأس أول استخدام لتقنية الفيديو في نهائي كأس العالم للسيدات. كما عُيّن مواطنه خوسيه ماريا سانشيز مارتينيز كأحد حكام الفيديو المساعدين، إلى جانب ماريانا دي ألميدا من الأرجنتين.

### اختيار الفرق
غابت القائدة المشتركة للمنتخب الأمريكي ميغان رابينو، التي سجلت خمسة أهداف وقدمت ثلاث تمريرات حاسمة خلال البطولة، عن تشكيلة نصف النهائي ضد إنجلترا بسبب إصابة في أوتار الركبة. ومع ذلك، أكدت أنها تتوقع المشاركة بالنهائي. كما اضطرت لاعبة الوسط الأمريكية روز لافيل إلى الخروج في نصف النهائي بسبب إصابة في أوتار الركبة، لكنها أكدت أيضًا أنها جاهزة للعب في النهائي.
كانت الجناح الهولندية ليكي مارتنز، الفائزة بجائزة أفضل لاعبة في العالم من الفيفا لعام 2017، مدرجة كمشكوك في مشاركتها بسبب إصابة في إصبع القدم. بدأت في نصف النهائي ضد السويد، رغم الشكوك حول مشاركتها، لكنها لم تؤثر كثيرًا وتم استبدالها في الشوط الأول. أنهت حارسة مرمى الفريق ساري فان فينيندال نصف النهائي بيد منتفخة، لكنها عادت إلى التشكيلة الأساسية للنهائي.

## المباراة

### الملخص
أشركت الولايات المتحدة تشكيلتها غير المعتادة 4-3-3 التي استخدمتها المدربة جيل إليس خلال البطولة، وضمت ميغان رابينو، قائدة الفريق في المباراة، بعد تعافيها من إصابة منعتها من البدء في نصف النهائي. عادت ليكي مارتنز إلى صفوف هولندا، بينما جُلست شانيس فان دي ساندن على مقاعد البدلاء. بدأت المباراة في الساعة 17:00 في حرارة بلغت 31 درجة مئوية (88 فهرنهايت)، وهي أقل من التوقعات السابقة لموجة الحر القارية المستمرة آنذاك. حضر المباراة 57,900 متفرج، بما في ذلك عدد كبير من المشجعين الأمريكيين ومدرج للمشجعين الهولنديين خلف أحد المرميين. كما تواجد الرئيس الفرنسي إيمانويل ماكرون، والملك الهولندي فيليم-ألكسندر، وعدد من لاعبي ولاعبات كرة القدم المحترفين ضمن الحضور.
بدأت الولايات المتحدة بهجمات مبكرة، لكنها فشلت في التسجيل خلال الدقائق الاثنتي عشرة الأولى كما فعلت في مبارياتها الست السابقة. تبادل الفريقان الفاولات، بما في ذلك فاول أدى إلى حصول شيريدا سبيتس على بطاقة صفراء في الدقيقة العاشرة، لكن الولايات المتحدة حافظت على السيطرة على الكرة وخلقت عدة فرص نحو المرمى. أنقذت حارسة مرمى هولندا والقائدة ساري فان فينيندال مرماها عدة مرات، بما في ذلك تسديدتين قبل نهاية الشوط الأول من سام ميويس وأليكس مورغان. لم يُحسب فاول على روز لافيل عند حدود منطقة الجزاء، مما سمح لهولندا بشن هجمة مرتدة انتهت بخطأ من المدافعة الأمريكية آبي دالكمبر، التي حصلت على بطاقة صفراء. اصطدمت المدافعة الأمريكية كيلي أوهارا بالجناح الهولندية ليكي مارتنز برأسيهما أثناء تحدٍ جوي في الوقت المحتسب بدل الضائع من الشوط الأول، مما أدى إلى استبدال أوهارا بـ آلي كرايغر في الشوط الثاني.
أجرت هولندا تبديلاً بإشراك المهاجمة شانيس فان دي ساندن بدلاً من المدافعة أنوك ديكر بعد تأخرهم بنتيجة 0-2 واستمرار الضغط الهجومي الأمريكي، وأجبرت الحارسة الأمريكية أليسا نايير على التصدي لتسديدة. أنقذت فان فينيندال عدة تسديدات لمنع الهدف الثالث للولايات المتحدة، بما في ذلك تسديدات من مورغان، توبين هيث، وكريستال دان. استُبدلت رابينو بـ كريستن بريس في الدقيقة 79، بينما أُشركت كارلي لويد في الدقائق الأخيرة من الوقت الأصلي. بعد نهاية المباراة، احتفل لاعبو المنتخب الأمريكي ودكة البدلاء في الملعب بفوزهم بلقب كأس العالم للسيدات الرابع.

### التفاصيل
| الولايات المتحدة               | 2–0   | هولندا |
| ------------------------------ | ----- | ------ |
| رابينو 61' (ركلة.) · لافيل 69' | تقرير |        |

| الولايات المتحدة | هولندا |

| GK       | 1  | أليسا نايير   |     |     |
| RB       | 5  | كيلي أوهارا   |     | 46' |
| CB       | 7  | آبي دالكيمبر  | 42' |     |
| CB       | 4  | بيكي ساوربورن |     |     |
| LB       | 19 | كريستال دان   |     |     |
| CM       | 3  | سام ميويس     |     |     |
| CM       | 8  | جولي إرتز     |     |     |
| CM       | 16 | روز لافيل     |     |     |
| RF       | 17 | توبين هيث     |     | 87' |
| CF       | 13 | أليكس مورغان  |     |     |
| LF       | 15 | ميغان رابينو  |     | 79' |
| البدلاء: |    |               |     |     |
| DF       | 11 | آلي كرايغر    |     | 46' |
| FW       | 23 | كريستين برس   |     | 79' |
| FW       | 10 | كارلي لويد    |     | 87' |
| المدرب:  |    |               |     |     |
| جيل إليس |    |               |     |     |

| GK            | 1  | ساري فان فينندال      |     |     |
| RB            | 2  | ديسيري فان لونترن     |     |     |
| CB            | 6  | أنوك ديكر             |     | 73' |
| CB            | 3  | ستيفاني فان دير جراخت | 60' |     |
| LB            | 20 | دومينيك بلودورث       |     |     |
| CM            | 14 | جاكي غرونن            |     |     |
| CM            | 10 | دانييل فان دي دونك    |     |     |
| CM            | 8  | شيريدا سبيتس          | 10' |     |
| RW            | 21 | لينيث بيرينستين       |     |     |
| CF            | 9  | فيفيان ميديما         |     |     |
| LW            | 11 | ليكي مارتينس          | 70' |     |
| البدلاء:      |    |                       |     |     |
| MF            | 19 | جيل رورد              |     | 70' |
| FW            | 7  | شانيس فان دي ساندين   |     | 73' |
| المدرب:       |    |                       |     |     |
| سارينا فيجمان |    |                       |     |     |

| - الحكام المساعدون: مانويلا نيكولوسي (فرنسا)، ميشيل أونيل (أيرلندا) - الحكم الرابع: كلاوديا أومبيرييز (أوروغواي) - حكم مساعد إحتياطي: لوسيانا ماسكرانيا (أوروغواي) - حكم الفيديو المساعد: كارلوس ديل سيرو غراندي (إسبانيا) - مساعد حكم الفيديو المساعد: خوسيه ماريا سانشيز مارتينيز (إسبانيا)، ماريانا دي ألميدا (الأرجنتين) | قواعد المباراة - مباراة من 90 دقيقة - 30 دقيقة وقت إضافي مقسمة إلى شوطين، في حال انتهاء الوقت الأصلي بالتعادل - في حال استمرار التعادل بعد الوقت الإضافي، يلجأ الفريقان إلى ركلات الجزاء الترجيحية - الحد الأقصى المسموح به بالتبديلات هو ثلاثة، مع السماح برابع في الوقت الإضافي |

### إحصائيات
| الإحصائيات           | الولايات المتحدة | هولندا |
| -------------------- | ---------------- | ------ |
| الأهداف المسجلة      | 0                | 0      |
| مجموع التسديدات      | 5                | 2      |
| التسديدات على المرمى | 4                | 0      |
| التصديات             | 0                | 4      |
| الاستحواذ على الكرة  | 53%              | 47%    |
| الركنيات             | 5                | 2      |
| الأخطاء المرتكبة     | 4                | 3      |
| التسللات             | 1                | 1      |
| البطاقات الصفراء     | 1                | 1      |
| البطاقات الحمراء     | 0                | 0      |

| الإحصائيات           | الولايات المتحدة | هولندا |
| -------------------- | ---------------- | ------ |
| الأهداف المسجلة      | 2                | 0      |
| مجموع التسديدات      | 12               | 4      |
| التسديدات على المرمى | 5                | 1      |
| التصديات             | 1                | 3      |
| الاستحواذ على الكرة  | 53%              | 47%    |
| الركنيات             | 3                | 0      |
| الأخطاء المرتكبة     | 5                | 4      |
| التسللات             | 2                | 0      |
| البطاقات الصفراء     | 0                | 1      |
| البطاقات الحمراء     | 0                | 0      |

| الإحصائيات           | الولايات المتحدة | هولندا |
| -------------------- | ---------------- | ------ |
| الأهداف المسجلة      | 2                | 0      |
| مجموع التسديدات      | 17               | 6      |
| التسديدات على المرمى | 9                | 1      |
| التصديات             | 1                | 7      |
| الاستحواذ على الكرة  | 53%              | 47%    |
| الركنيات             | 8                | 2      |
| الأخطاء المرتكبة     | 9                | 7      |
| التسللات             | 3                | 1      |
| البطاقات الصفراء     | 1                | 2      |
| البطاقات الحمراء     | 0                | 0      |

## بعد المباراة

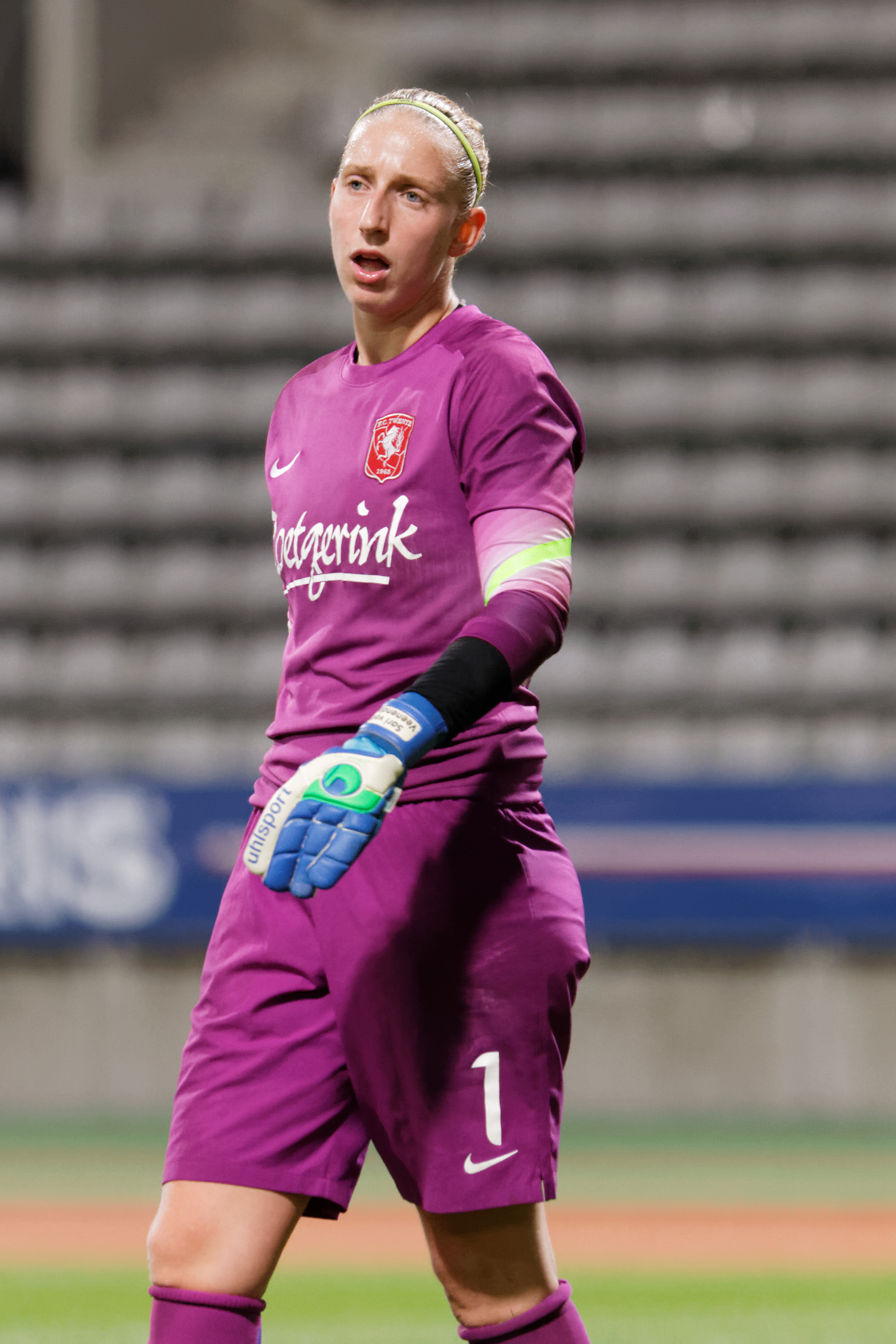
حصلت حارسة المرمى الهولندية ساري فان فينيندال على جائزة القفاز الذهبي كأفضل حارسة مرمى في البطولة.

حققت الولايات المتحدة لقبها الرابع، وأصبحت ثاني فريق يفوز بطولتين متتاليتين لكأس العالم للسيدات، بعد ألمانيا في 2003 و2007. كما كان هذا الفوز هو أول لقب لكأس العالم للولايات المتحدة على الأراضي الأوروبية. سجلت الولايات المتحدة 26 هدفًا خلال بطولة 2019، محطمة الرقم القياسي لأكبر عدد من الأهداف في كأس عالم واحد، متجاوزة الرقم السابق 25 هدفًا الذي سجلته الولايات المتحدة في 1991 وألمانيا في 2003. كما سجل الفريق فارق أهداف قياسي جديد في البطولة بلغ +23. امتدت سلسلة الولايات المتحدة بدون هزيمة في كأس العالم إلى 17 مباراة، بما في ذلك 12 انتصارًا متتاليًا. أصبحت جيل إليس أول مدربة تفوز بلقبين في كأس العالم للسيدات، رغم الانتقادات من المشجعين حول أسلوب إدارتها. كرّم الفريق بعرض شريطي في شارع كانيون أوف هيروز في 10 يوليو في مدينة نيويورك، وحصل على جائزة فريق العام المتميز من ESPY للمرة الثالثة في لوس أنجلوس.
حصلت ميغان رابينو على جائزة أفضل لاعبة في المباراة، ومُنحت جائزة الكرة الذهبية كأفضل لاعبة في البطولة. كما فازت بجائزة الحذاء الذهبي كأفضل هدافة في البطولة برصيد ستة أهداف وثلاث تمريرات حاسمة، بينما فازت أليكس مورغان بجائزة الحذاء الفضي بنفس الأرقام؛ فازت رابينو بالجائزة بناءً على معيار فك التعادل الثاني، حيث لعبت دقائق أقل. أصبحت رابينو أكبر لاعبة تفوز بجائزتي الكرة الذهبية والحذاء الذهبي في سن 34 عامًا. فازت روز لافيل بجائزة الكرة البرونزية، بينما حصلت حارسة مرمى هولندا ساري فان فينيندال على جائزة القفاز الذهبي كأفضل حارسة مرمى في البطولة؛ كانت تصدياتها الثمانية في النهائي هي الأكثر في أي مباراة في مرحلة الأدوار الإقصائية في بطولة 2019.
أصبحت رابينو ثاني لاعبة تبدأ في ثلاث نهائيات لكأس العالم للسيدات، بعد بيرجيت برينز من ألمانيا (1995، 2003، 2007). كما انضم كل من توبين هيث، آلي كريجر، كارلي لويد، وأليكس مورغان إليها كاللاعبات الوحيدات اللواتي شاركن في ثلاث نهائيات. هدف رابينو من ركلة الجزاء جعلها أول لاعبة تحرز هدف من ركلة جزاء باستثناء ركلات الترجيح في نهائي كأس العالم للسيدات، حيث تصدت الحارسة الألمانية نادين أنجرير لركلة الجزاء الوحيدة السابقة التي سددتها البرازيلية مارتا في نسخة 2007. كما جعل الهدف رابينو أكبر لاعبة تسجل في نهائي بعمر 32 عامًا و354 يومًا، متجاوزة زميلتها كارلي لويد التي سجلت هاتريك في نهائي 2015.
ستحصل الولايات المتحدة على 4 ملايين دولار (3.5 مليون يورو) كجوائز مالية كفائزات بالبطولة، بينما ستحصل هولندا على 2.6 مليون دولار (2.3 مليون يورو) كوصيفات. سيلعب الفريق الأمريكي أيضًا جولة انتصار من أربع مباريات ستؤهلهم لتقاسم الأرباح، بإجمالي حوالي 250,000 دولار لكل لاعبة. تعرضت الجوائز المالية، إلى جانب المكافآت الصغيرة من اتحاد كرة القدم الأمريكي، لانتقادات لكونها غير عادلة وتمييزية مقارنة بتلك المقدمة للفرق الرجالية؛ هتف المشجعون في الملعب "أجر متساوٍ!" خلال ظهور رئيس الفيفا جياني إنفانتينو في مراسم تسليم الكأس إلى جانب الرئيس الفرنسي إيمانويل ماكرون. ذكر العديد من الشخصيات الإعلامية والرياضيين من الولايات المتحدة هذه القضية أثناء تهنئتهم للفريق على فوزه. ردًا على ذلك، قدم السيناتور جو مانشين مشروع قانون في مجلس الشيوخ الأمريكي يجعل الأجر المتساوي للفريق النسائي شرطًا للتمويل الفيدرالي لكأس العالم للرجال 2026، التي من المقرر استضافتها جزئيًا في الولايات المتحدة. كما هنأ الرئيس الأمريكي دونالد ترامب، الذي انتقد احتجاج رابينو على النشيد الوطني وتصريحاتها برفض زيارة البيت الأبيض، الفريق إلى جانب الرئيسين السابقين باراك أوباما وبيل كلينتون.
أعلن اتحاد كرة القدم الأمريكي في 30 يوليو 2019 أن المدربة جيل إليس ستتنحى عن منصبها بعد اكتمال جولة الانتصار الأمريكية في أكتوبر 2019. ستواصل العمل كسفيرة لكرة القدم بعد مغادرتها.
حصل الفريق الأمريكي على لقب رياضي العام من مجلة تايم، بينما حصلت رابينو على جائزة الكرة الذهبية للسيدات وأُختيرت كشخصية العام الرياضية من قبل مجلة سبورتس إلوستريتد.

## البث التلفزيوني
حقق البث الدولي للمباراة متوسط 82.18 مليون مشاهد مباشر و260 مليون مشاهد إجمالي، مسجلاً رقمًا قياسيًا جديدًا للبطولة. جذبت المباراة في الولايات المتحدة على قناة فوكس التلفزيونية الأرضية متوسط 14.3 مليون مشاهد، متجاوزًا نهائي كأس العالم للرجال 2018 (الذي لم يشارك فيه المنتخب الأمريكي)، لكنه لم يصل إلى مستوى بث نهائي كأس العالم للسيدات 2015 الذي عُرض خلال وقت الذروة في الولايات المتحدة بدلاً من الصباح المتأخر. شاهد 1.6 مليون أمريكي إضافي المباراة على قناة تيليموندو باللغة الإسبانية، وبلغ متوسط مشاهدي البث المباشر عبر الإنترنت لفوكس 289,000 مشاهد.
شاهد المباراة النهائية 5.5 مليون شخص في هولندا، أي ما يُقدر بنحو 88 بالمئة من الأشخاص الذين يملكون إمكانية الوصول إلى التلفزيون. حقق البث البرازيلي على قناة تي في غلوبو وشركائها 19.9 مليون مشاهد (بنسبة 41.7 بالمئة)، مسجلاً رقمًا قياسيًا جديدًا لكرة القدم النسائية. كما سُجلت أعداد كبيرة من المشاهدين في فرنسا (5.9 مليون)، ألمانيا (5.1 مليون)، السويد (1.5 مليون)، والمملكة المتحدة (3.2 مليون).